# Благај (Купрес)
Благај је насељено мјесто у Босни и Херцеговини, у општини Купрес, које административно припада Федерацији Босне и Херцеговине. Према попису становништва из 1991. у насељу је живјело 209 становника.
Овде се налази црква Свете Тројице у Благају.

## Становништво
| Националност       | 1991.        |
| Срби               | 207 (99,04%) |
| Југословени        | 1 (0,47%)    |
| остали и непознато | 1 (0,47%)    |
| укупно             | 209          |

| Демографија | Демографија | Демографија |
| Година      | Становника  | Становника  |
| ----------- | ----------- | ----------- |
| 1961.       | 347         |             |
| 1971.       | 302         |             |
| 1981.       | 282         |             |
| 1991.       | 209         |             |